# Kotono Mitsuishi
Kotono Mitsuishi (三石 琴乃; Mitsuishi Kotono, Tokio, 8. prosinca 1967.) je japanska seiyuu, tj. sinkronizacijska glumica koja posuđuje glas u animeima. Najpoznatija je po anime serijama "Sailor Moon" i "Shin Seiki Evangelion".

## Mlade godine
Mitsuishi je rođena 1967. u Tokiju. Završila je srednju školu 1986. te se upisala na Katsuta Seiyuu Academy. Dok je pohađala akademiju, počeka je raditi honorarne poslove kao djevojka u dizalu u Sunshine 60 zgradi. Kasnije je pronašla poziciju kao uredska žena, ali je bila prisiljena dati otkaz zbog toga što je uzimala previše slobodnog vremena.

## Karijera
1989. je, s 22 godine, debitirala kao seiyuu u anime OVA seriji „Ace o Nerae! Final Stage“. Postigla je slavu tri godine kasnije kada je dobila glavnu ulogu u anime seriji „Sailor Moon“, a i ostala je zapažena kao glas Misato Katsuragi u „Shin Seiki Evangelion“ iz 1995. S vremenom je postala jedna od najutjecajnijih osoba u tom poslu, a animirana adaptacija „Ebichu“ je uglavnom producirana jer joj se jako svidjela manga. Zaposlena je od tvrtke Arts Vision. Radila je povremeno i na radiju te je objavila i par solo albuma, čime je paralelno pokrenula i glazbenu karijeru.
Mitsuishi je udata i ima jednu kćerku.

## Zanimljivosti
- Povremeno vozi Yamaha FZ250 Phaser motocikl.
- Visoka je 160 cm i ima 46 kilograma.
- Članica je sljedećih grupa: Peach Hips, Hummingbird (prvi nastup te grupe bio je u kolovozu 1995. na Shibuya Koukaidou) i Angels.

## Izabrana filmografija

### Anime
- 1991. Samurai Pizza Cats
- 1991. Shinseiki GPX saiba fomyura
- 1992. Sailor Moon
- 1994. Blue Seed
- 1995. Wedding Peach
- 1995. Shin Seiki Evangelion
- 1996. Birdy the Mighty
- 1997. Utena
- 1998. Cardcaptor Sakura
- 2001. Puni puni poemi
- 2001. Fruits Basket
- 2003. Fullmetal Alchemist

## Vanjske poveznice
- IMDb profil
- Kotono Mitsuishi na Arts Vision  Arhivirana inačica izvorne stranice od 10. svibnja 2007. (Wayback Machine) (Japanski jezik)
- Seiyuu database